# Fort Louis (Marigot)
Pour les articles homonymes, voir Fort Louis.
Fort Louis est un fort militaire français construit au XVIIIe siècle sur les hauteurs de Marigot pour défendre la partie française de l'île de Saint-Martin des attaques ennemies.

## Historique
En 1765, le chevalier Descoudrelles, organise la défense de la petite cité de Marigot en faisant installer trois batteries de canons en trois endroits névralgiques. Une batterie de canon sur la falaise de la pointe Bluff, une autre sur le morne Rond et la troisième sur le morne de Marigot.
En 1789, c'est sous l’impulsion du chevalier de Durat, gouverneur de Saint-Martin et Saint-Barthélemy, que fut construit le fort Louis. Il fut bâti à l’origine pour défendre les entrepôts du port de Marigot où se trouvaient stockés les produits récoltés par les habitants (café, sel, rhum, sucre de canne).
Au cours du XIXe siècle le fort fut restauré, mais tomba quelquefois aux mains des Anglais qui venaient depuis l'île d'Anguilla pour piller les entrepôts.
En 1993, des travaux de restauration et de mise en valeur furent entrepris, grâce à l’association archéologique Hope Estate de Saint-Martin, en étroite collaboration avec les unités du service militaire adapté (SMA) de Guadeloupe.

## Galerie

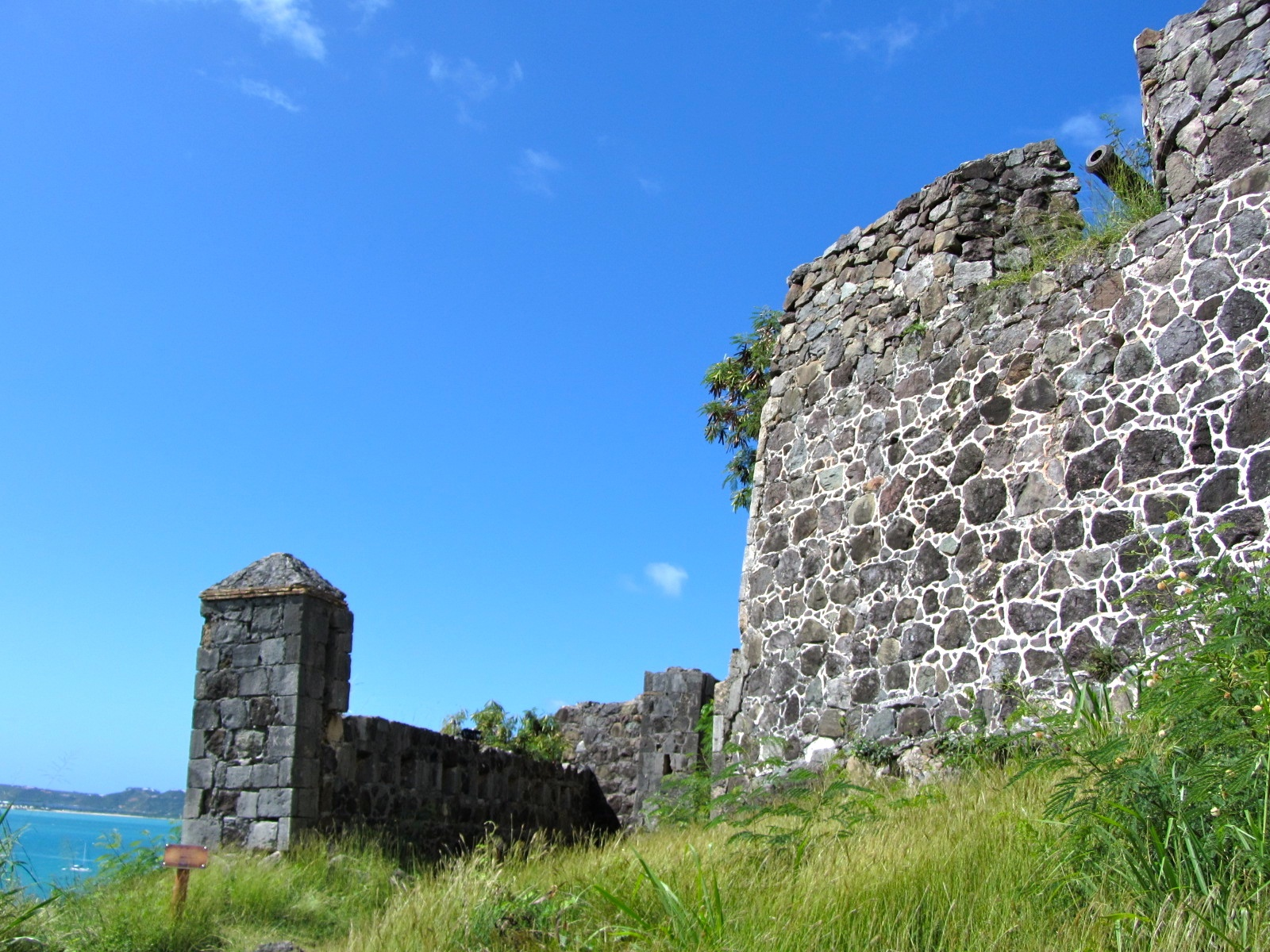
Entrée du fort
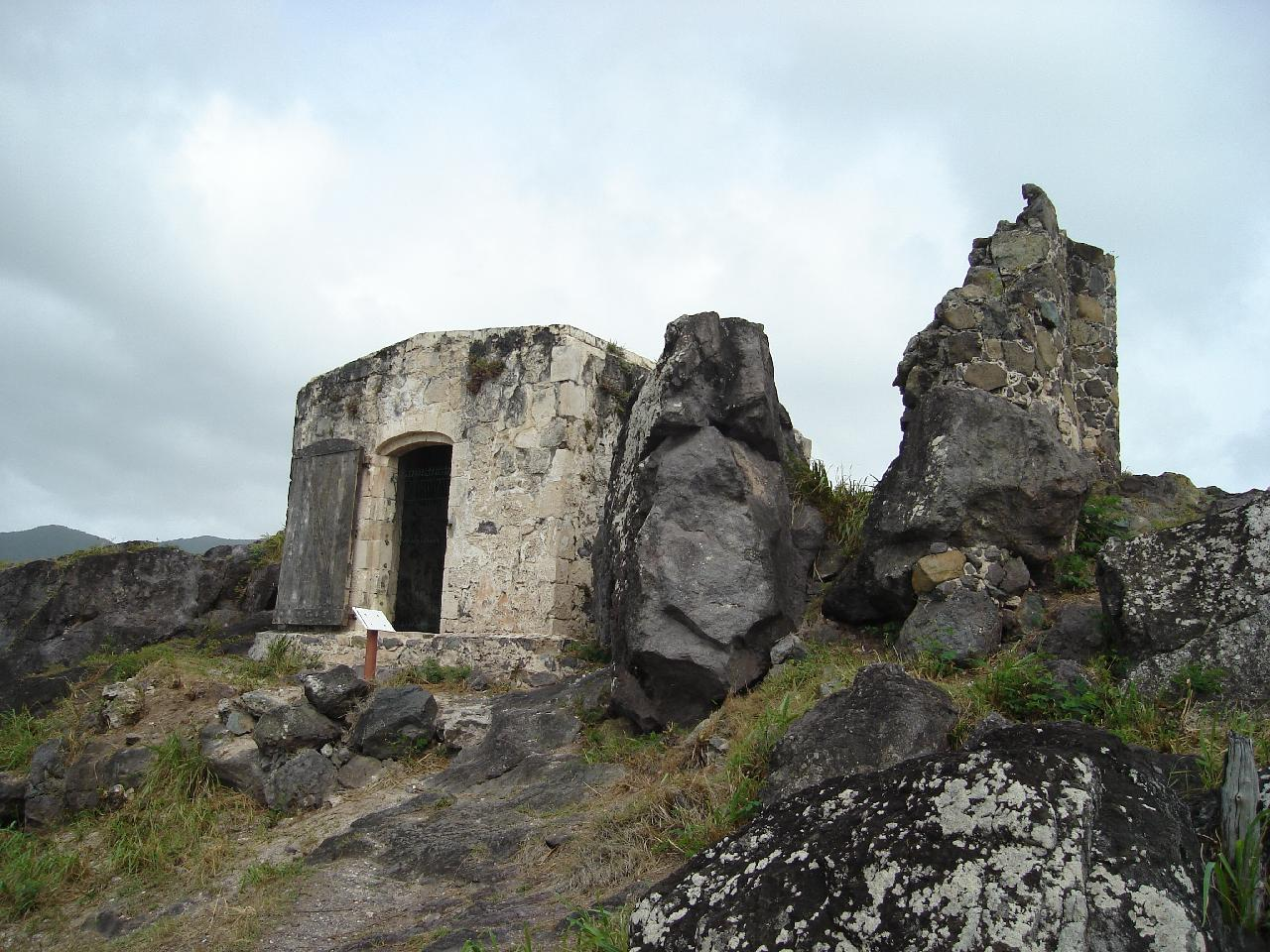
Poudrière
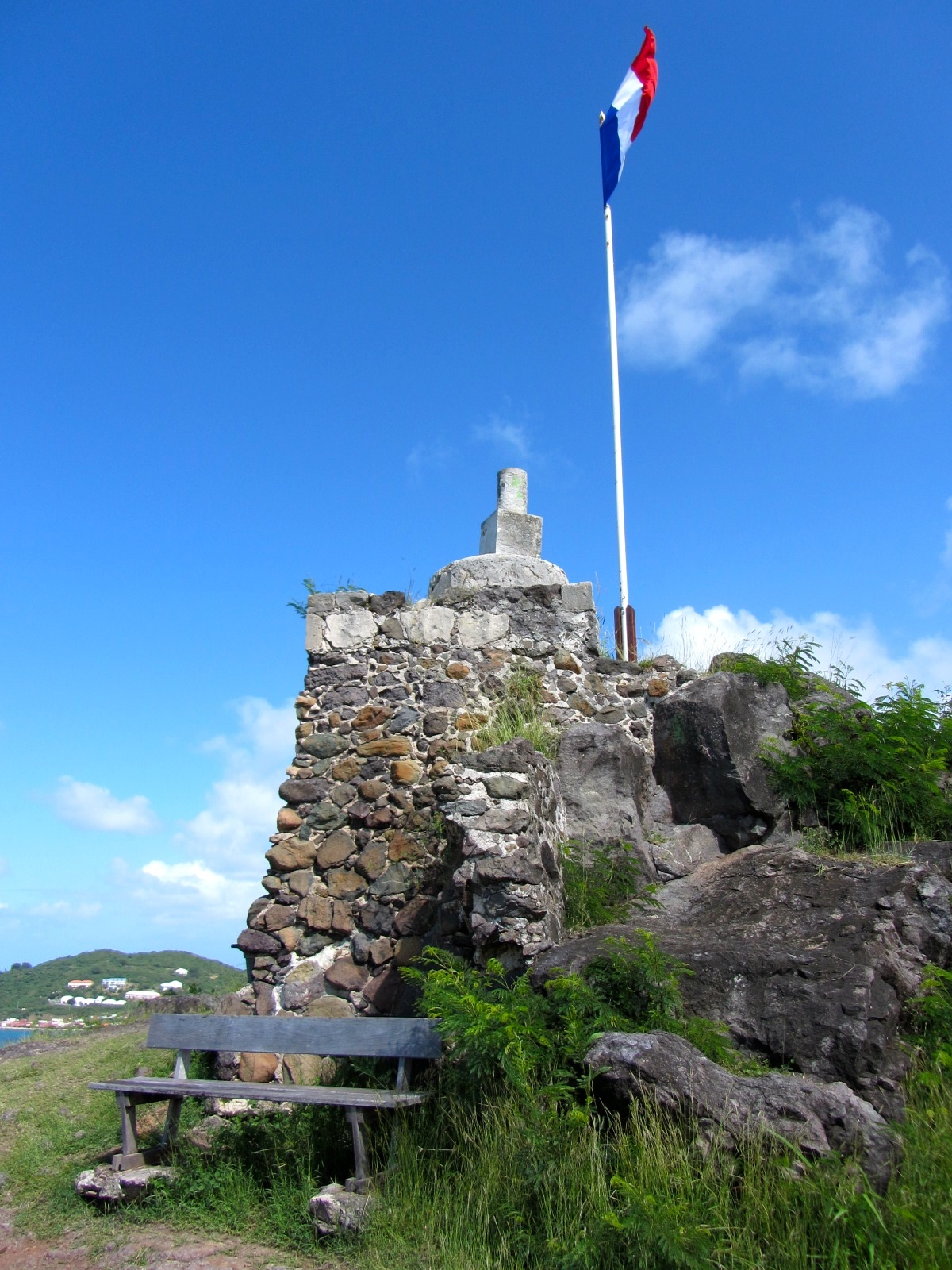
Sommet du fort
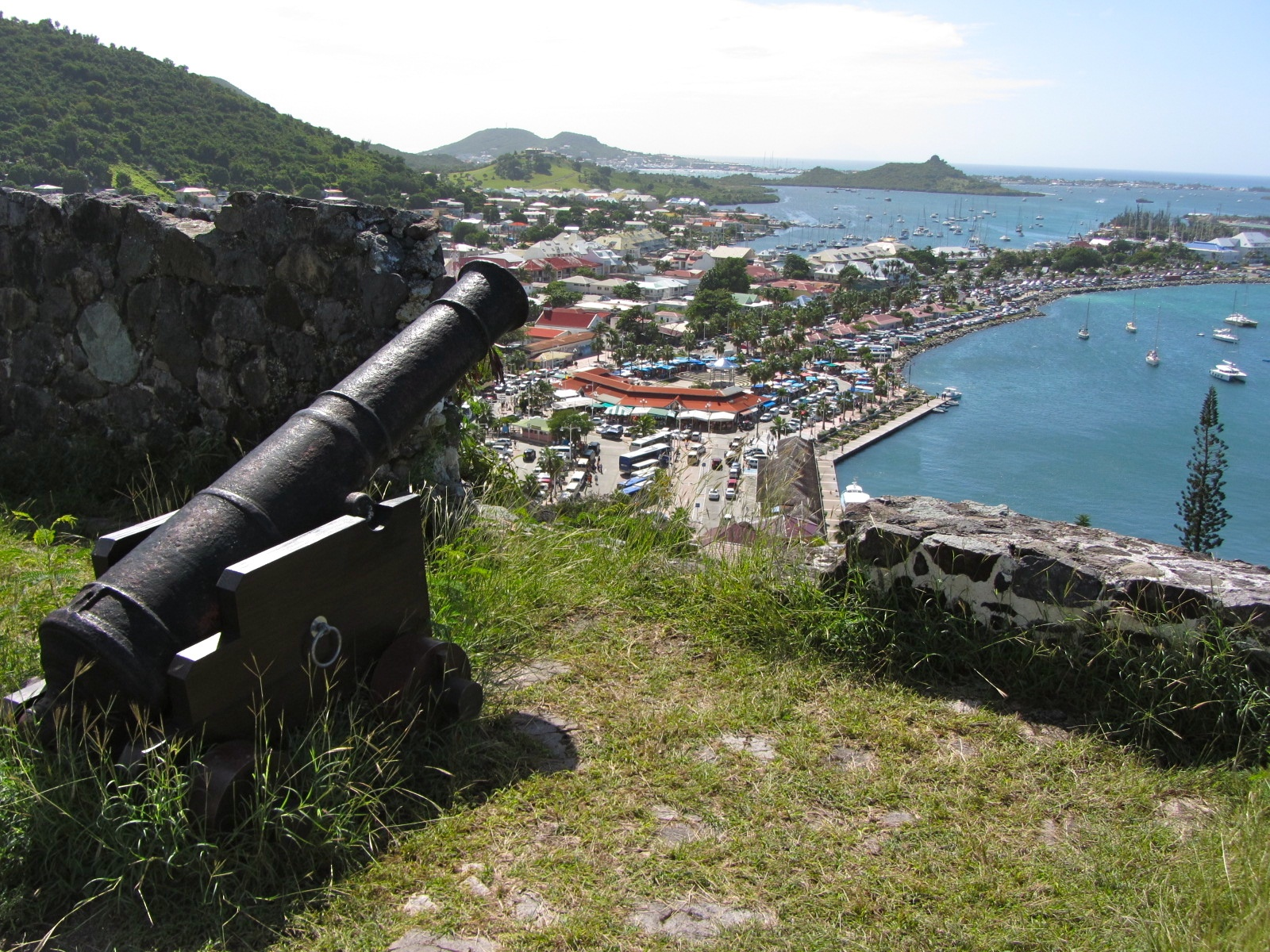
Canon
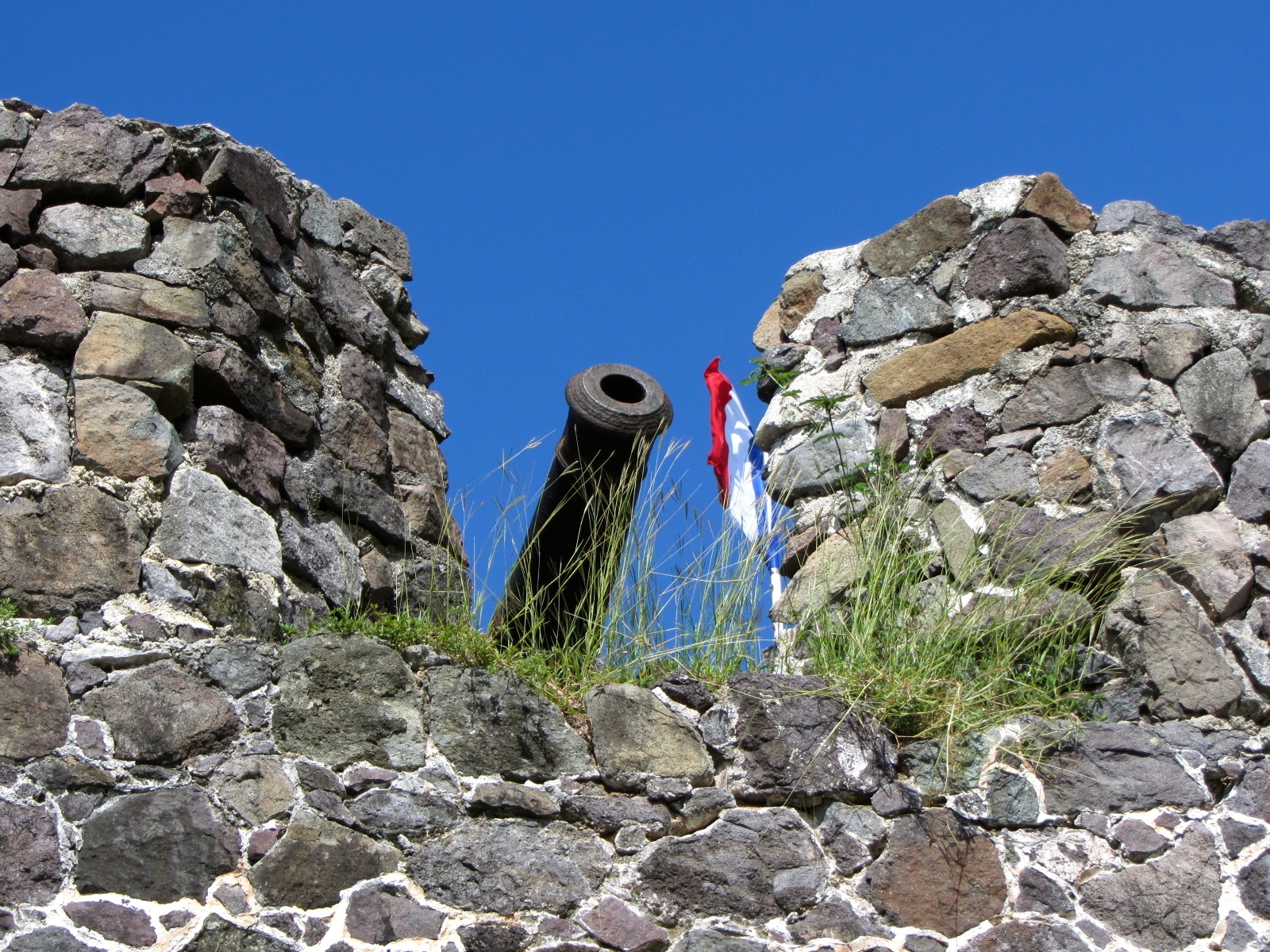
Canonnière

## Sources
1. ↑  « - : Saint Martin », sur aux-antilles.fr (consulté le 7 juin 2023).